# Schizophora
Schizophora su sekcija pravih muva koje sadrže 78 porodica, koje se zajedno nazivaju muskoidi, iako tehnički izraz „muskoid” treba ograničiti na muve u nadfamiliji Muscoidea; ovo je primer neformalne, istorijske upotrebe koja opstaje u narodnom jeziku. Sekcija je podeljena u dve podsekcije, Acalyptratae i Calyptratae, koji se obično nazivaju akaliptratni muskoidi i kaliptratni muskoidi, respektivno.
Za razliku od jaja drugih artropoda, većina jaja insekata je otporna na sušu, jer se unutar majčinog horiona iz embrionalnog tkiva razvijaju dve dodatne membrane, amnion i seroza. Ova seroza luči kutikulu bogatu hitinom koja štiti embrion od isušivanja. Kod Schizophora, međutim, seroza se ne razvija, ali ove muve polažu jaja na vlažna mesta, poput trule organske materije.

## Spoljašnje veze
- Tree of Life Schizophora Архивирано на веб-сајту  (3. децембар 2013)
- Joyce Laing on the ptilinum pdf